# Зоман
Зома́н — фосфорорганическое вещество, бесцветная жидкость, имеющая, по разным данным, запах яблок, камфоры или слабый запах скошенного сена. Относится к боевым отравляющим веществам, с ярко выраженным нервно-паралитическим воздействием. По многим свойствам очень похож на зарин, однако токсичнее его более чем в 2,5 раза. Стойкость зомана несколько выше, чем у зарина. Используется смесь четырёх стереоизомеров без разделения.

## Синтез и свойства

Зоман, смесь четырёх стереоизоимеров

Зоман является аналогом зарина, оба этих соединения являются сложными эфирами метилфторфосфоновой кислоты: зоман — пинаколиловым эфиром, зарин — изопропиловым. Химические свойства зомана аналогичны свойствам зарина, однако его реакционная способность по отношению к нуклеофилам понижена из-за стерических затруднений, создаваемых более объёмистым пинаколильным заместителем.
Зоман плохо растворим в воде (1,5 % при +25 °C), легко растворяется в спиртах и кетонах, а также в сложных эфирах и алкилгалогенидах. В кислых, нейтральных и слабощелочных средах гидролизуется медленно, наиболее медленный гидролиз наблюдается при pH = 4. Время гидролиза на 50 % при +30 °С и pH 2, 4 и 7 составляет соответственно 6.4, 250 и 41 час. При pH > 10 гидролизуется быстро; в 5 % NaOH реакция завершается через 5 минут, легко реагирует с растворами аммиака и аминов. При температуре >150 °C полностью разлагается, деструкция ускоряется в присутствии веществ кислотного характера. Температура кипения при атмосферном давлении около 190 °C, при давлении 0,1 мм рт. ст. 42 °C. Плотность 1,0131 г/см3 (при +20 °C). Коэффициент преломления 1,4080 (для жёлтого дублета натрия).
Синтез зомана аналогичен синтезу зарина — его проводят этерификацией пинаколилового спирта (3,3-диметилбутан-2-ола) смесью дихлор- и дифторангидридов метилфосфоновой кислоты:
CH3POCl2 + CH3POF2 + 2CH3CH(OH)C(CH3)3 {\displaystyle \to } 2CH3P(=O)(F)OCH(CH3)C(CH3)3

## Токсичность
Чрезвычайно токсичное вещество, преимущественно нейротропного воздействия (поражает нервную систему). Зоман является ингибитором холинэстеразы. Первые признаки поражения наблюдаются при концентрациях около 0,0005 мг/л через минуту (сужение зрачков глаз, затруднение дыхания). Среднесмертельная концентрация при действии через органы дыхания 0,03 мг·мин/л. Смертельная концентрация при резорбции через кожу — 2 мг/кг. ЛД50 для крысы орально состовляет 0,4 мг/кг. Защита от зомана — противогаз и средства защиты кожи, а также антидоты. Впервые синтезирован в Германии Рихардом Куном в 1944 году для использования в качестве боевого отравляющего вещества.
Как антидоты можно применять атропин или пралидоксим, для снятия побочных симптомов (тревоги, эмоционального напряжения) можно использовать диазепам.

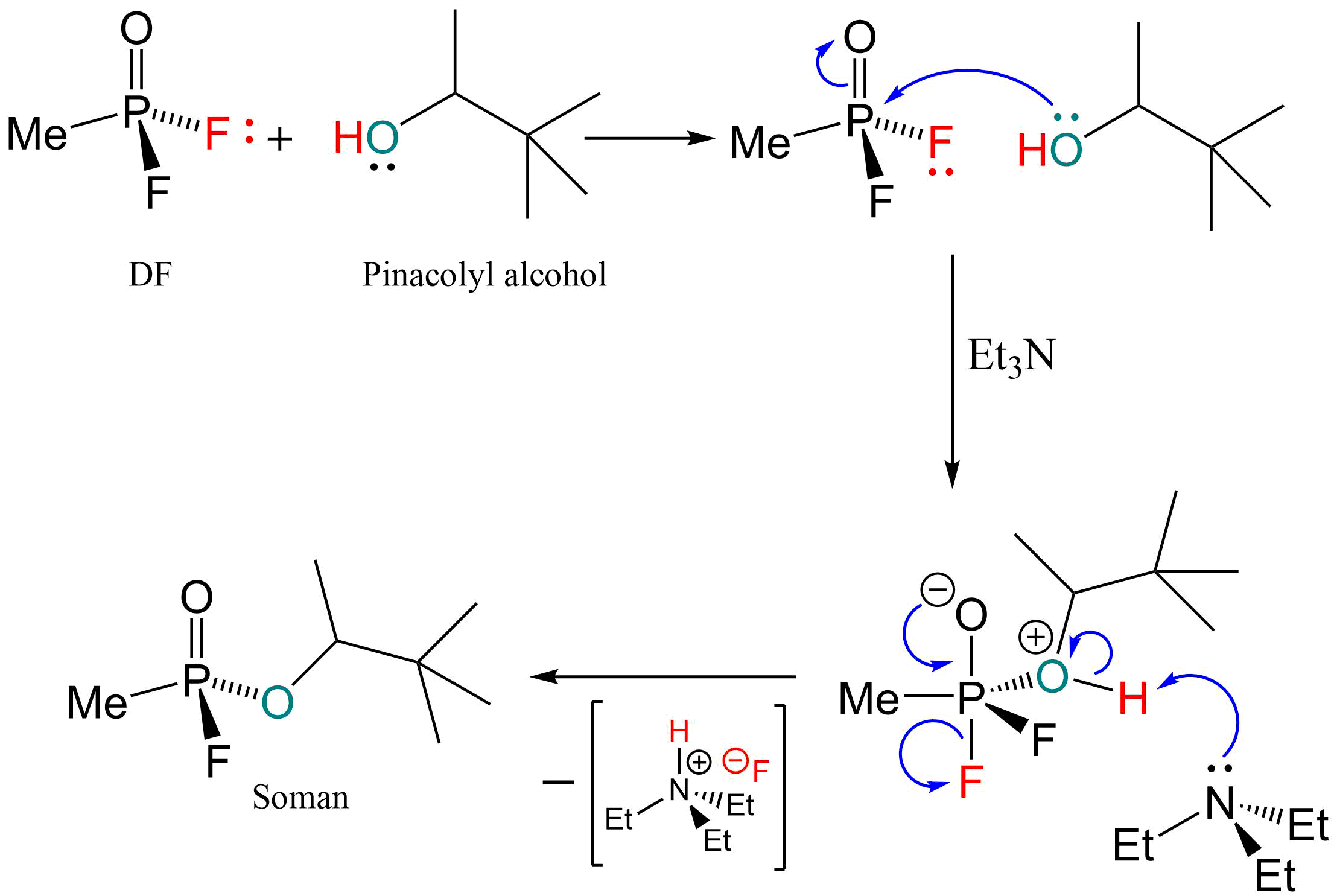
Синтез агента GD
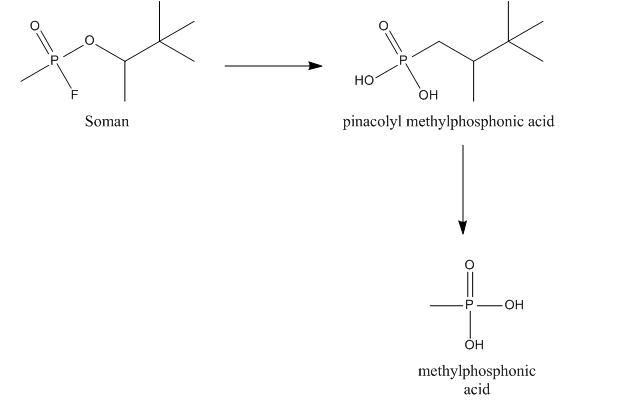
Метаболизм зомана.